# Amerikansk strimlönn

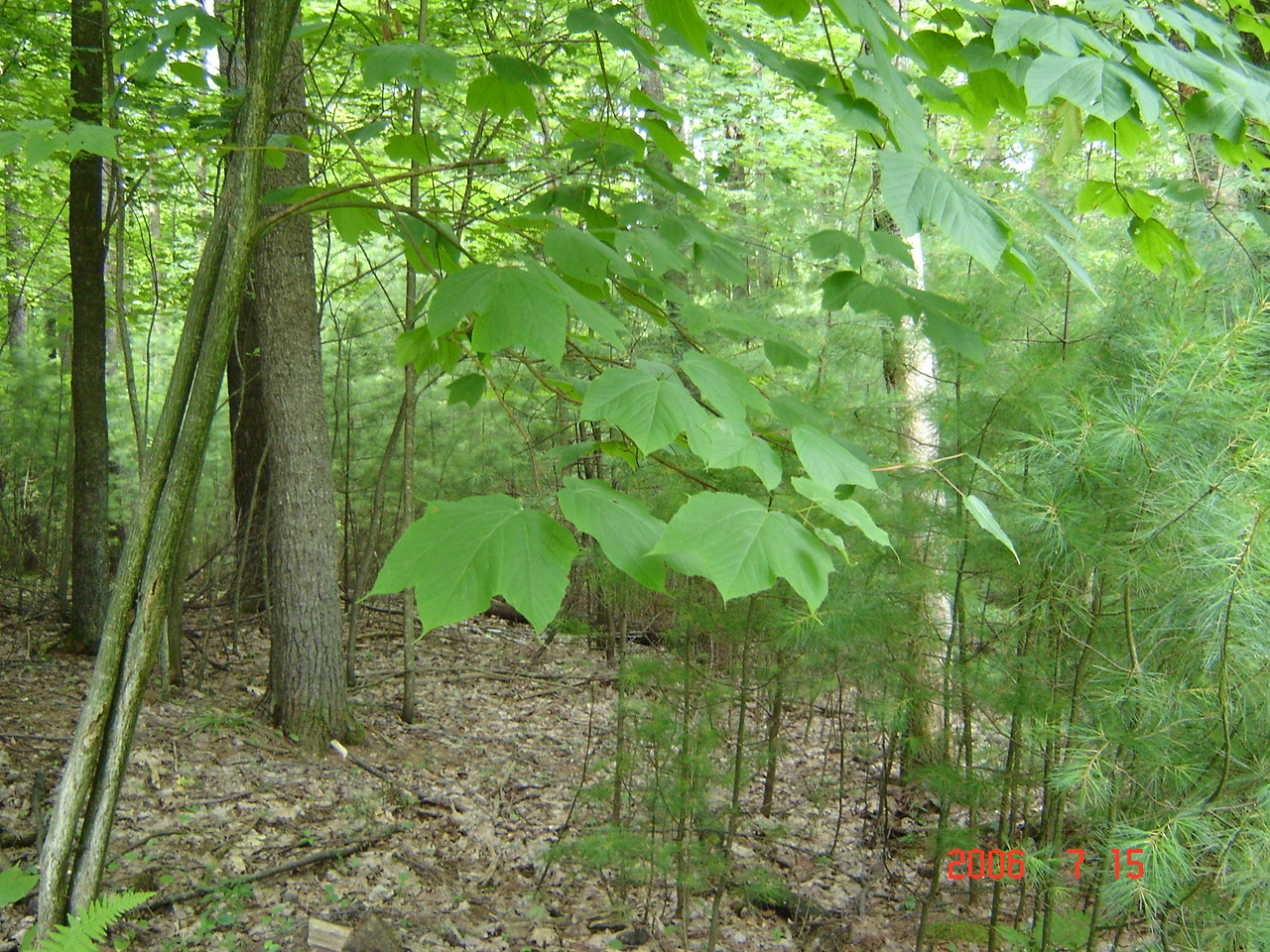
Amerikansk strimlönn (i förgrunden) i ett skogsbryn i delstaten New York, USA.

Amerikansk strimlönn (Acer pensylvanicum) är en kinesträdsväxtart som beskrevs av Carl von Linné. Acer pensylvanicum ingår i släktet lönnar och familjen kinesträdsväxter. Arten har sitt utbredningsområde i Nordamerika. Inga underarter finns listade i Catalogue of Life.

## Utbredning
Utbredningsområdet sträcker sig från Nova Scotia över Gaspéhalvön till södra Ontario och vidare till norra Michigan och nordöstra Wisconsin. Vid Massachusetts och Connecticut når arten Atlanten och längre söderut hittas arten i Appalacherna. Den växer i låglandet och i bergstrakter upp till 1370 meter över havet.

## Ekologi
Amerikansk strimlönn är utbildad som en buske eller som ett upp till 13 meter högt träd. Några exemplar blir 100 år gamla. Arten ingår i blandskogar eller tillfällig i barrskogar som domineras av träd från gransläktet eller från ädelgranssläktet. Amerikansk strimlönn har bra förmåga att växa i skuggan av andra träd. Den blommar mellan maj och juni och frukterna utvecklas i september och oktober. Full utvecklade träd kan uthärda en liten skogsbrand. Trädets blad och frön äts av hardjur, trädpiggsvin, hjortdjur, bävrar och kragjärpe.

## Användning
Med hjälp av artens trä framställs bland annat skåp, lådor, musikinstrument och konstföremål. Inom den traditionella medicinen används delar av trädet mot bronkit, gonorré och njursjukdomar. Ursprungsbefolkningen brukar barken som stärkande medel.

## Hot
Flera exemplar drabbas av svampen Verticillium albo-atrum eller av andra parasiter men amerikansk strimlönn dör inte av skadorna. Den introducerade skalbaggen glatt stjärnhimmelsbock skadar flera andra träd i regionen men det saknas informationer hur den påverkar amerikansk strimlönn. Hela populationens storlek är okänd men arten är inte sällsynt. IUCN listar den som livskraftig (LC).